# Liniewal Geindijk-Nigtevecht

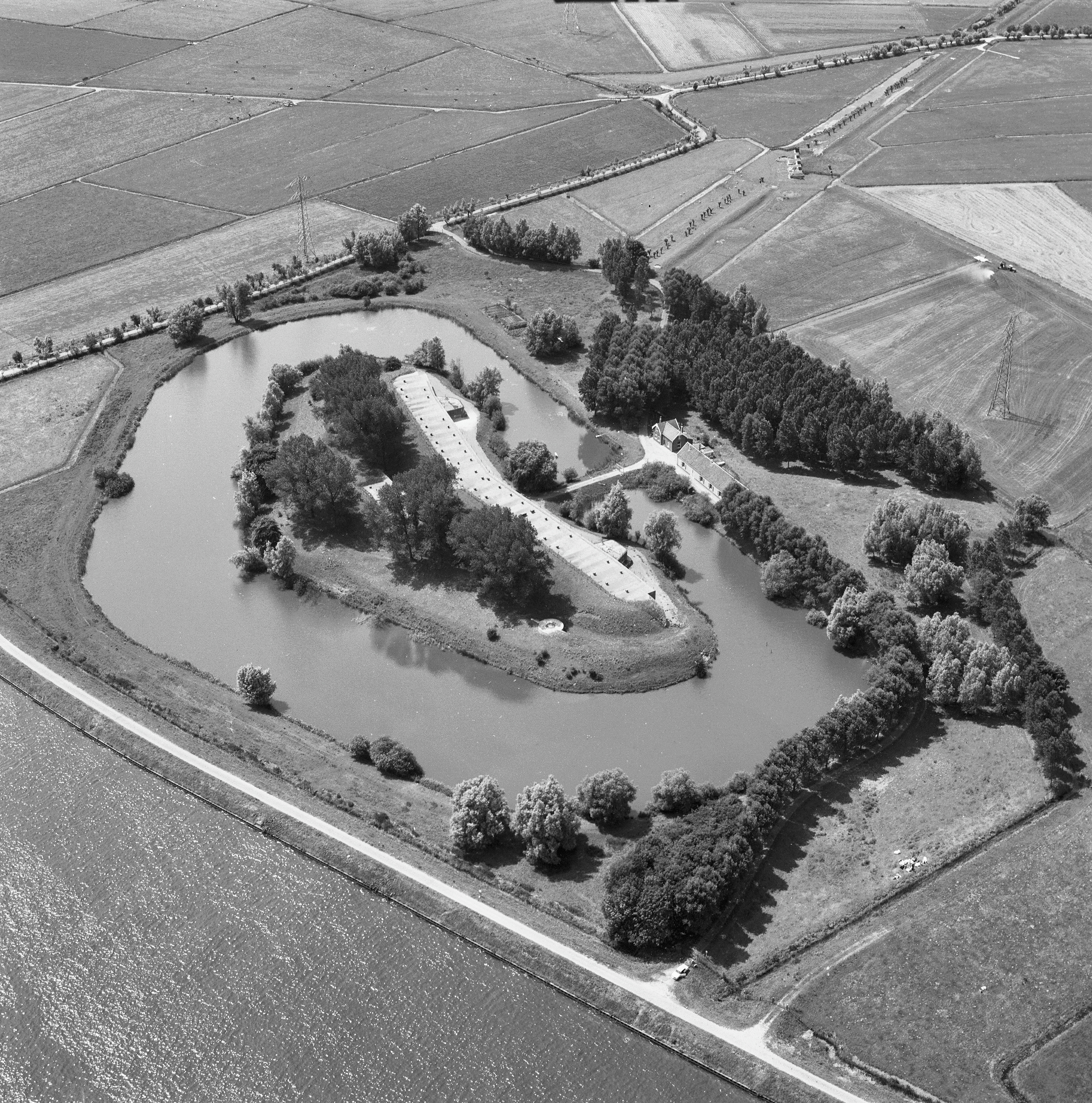
Fort Nigtevecht vanuit de lucht gezien; 1977. Op de voorgrond het Amsterdam-Rijnkanaal en achter het fort de geniedijk, met nevenbatterij, die geheel rechtsboven wordt doorsneden door de Velterslaan.

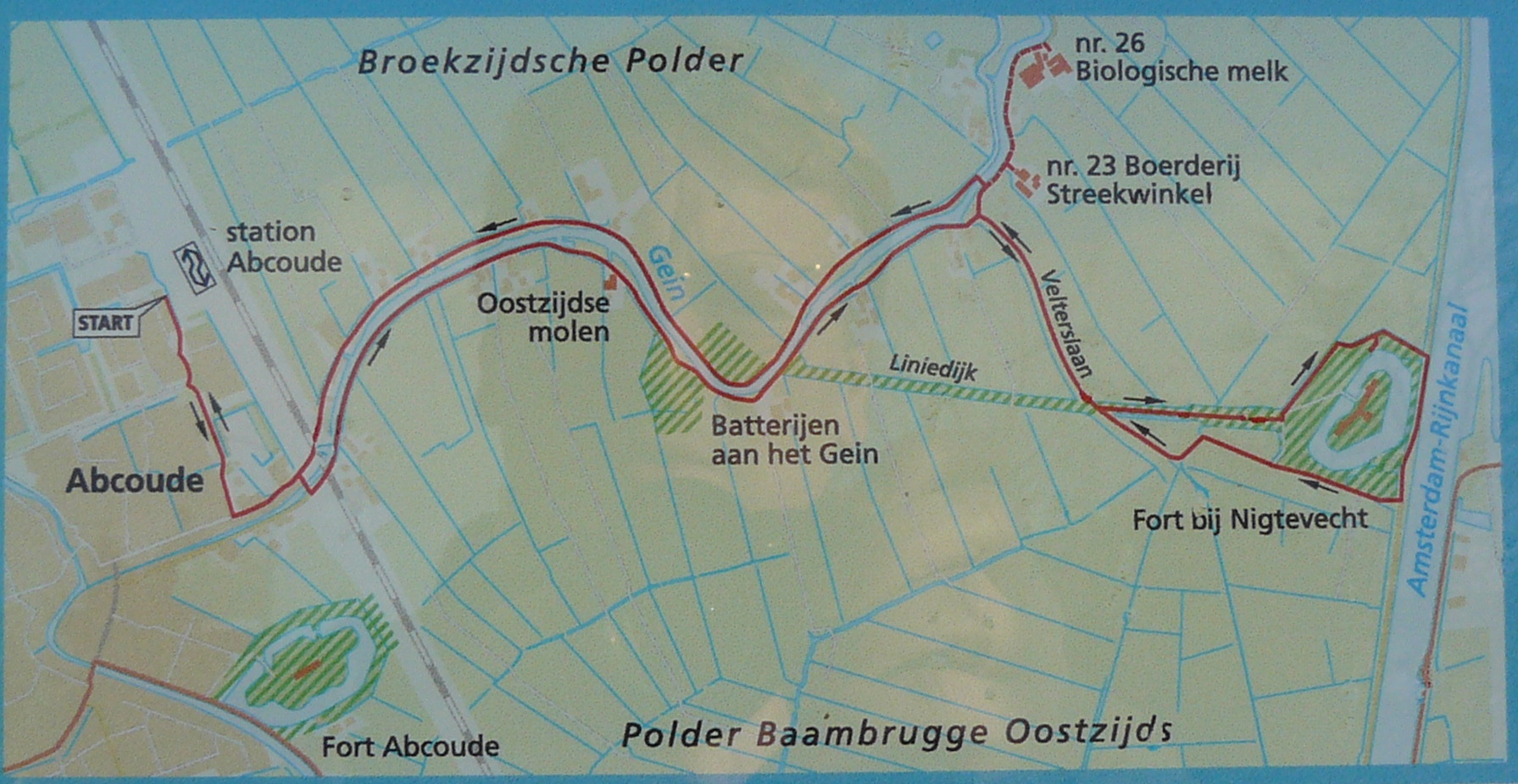
Kaart met een overzicht van de Stelling van Amsterdam tussen Abcoude en Fort bij Nigtevecht. Helemaal links het Fort bij Abcoude. Aan beide oevers van het Gein zijn de "Batterijen aan het Gein" te zien, dit zijn nog aardwerken van de voorloper van de Stelling van Amsterdam, ook bekend als Posten van Krayenhoff. De rechte lijn vanaf het midden naar, helemaal rechts, het Fort bij Nigtevecht is de liniewal Geindijk-Nigtevecht. De rode lijn is een looproute.

De Liniewal Geindijk-Nigtevecht is een ruim 1 kilometer lange wal tussen het Fort bij Nigtevecht en het Gein. Aan het Gein eindigt de wal bij twee oude posten van Krayenhoff. De liniewal, ook wel geniedijk genoemd, is onderdeel van de Stelling van Amsterdam.

## Bijzonderheden
Bij de aanleg van de Stelling van Amsterdam werd zoveel als mogelijk gebruikgemaakt van bestaande vaarwegen en dijken om de inundatie te realiseren. Hier was dit niet mogelijk en een liniewal van ruim 1 kilometer werd aangelegd. De wal doorsnijdt de polder Baambrugge-Oostzijde en de Aetsveldse polder. De liniewal kruist halverwege de Velterslaan, deze weg vormt de scheiding tussen eerder genoemde twee polders.

## Batterij
In de dijk, iets ten westen van het fort, is een nevenbatterij gebouwd. De batterij bestond uit vier kanonnen met munitienissen. Deze nissen in de betonnen muur voor het kanon waren afsluitbaar met schuifluiken. Deze nissen zijn circa 80 centimeter breed, 45 cm diep en 60 cm hoog. De betonnen muur voor het kanon is zo'n 80 centimeter dik en ongeveer 1,8 meter hoog. Voor de muur ligt nog grond als camouflage en als extra bescherming tegen vijandelijke granaatinslagen. Er zijn vijf schuilplaatsen voor de artilleristen. De schuilplaatsen hebben twee toegangsdeuren, alleen de ruimten aan beide uiteinden van de nevenbatterij hebben slechts een toegang. De ruimten zijn ongeveer 2,9 meter diep en 2,6 meter breed. De bemanning voor de kanonnen verbleef anders op het fort.
In 1927 zijn nog drie opstelplaatsen voor luchtafweerkanonnen aangelegd tussen het fort en de nevenbatterij. Ten tijde van de Koude oorlog zijn hier weer luchtafweerkanonnen geplaatst.
Tegenwoordig is Natuurmonumenten beheerder van de dijk.

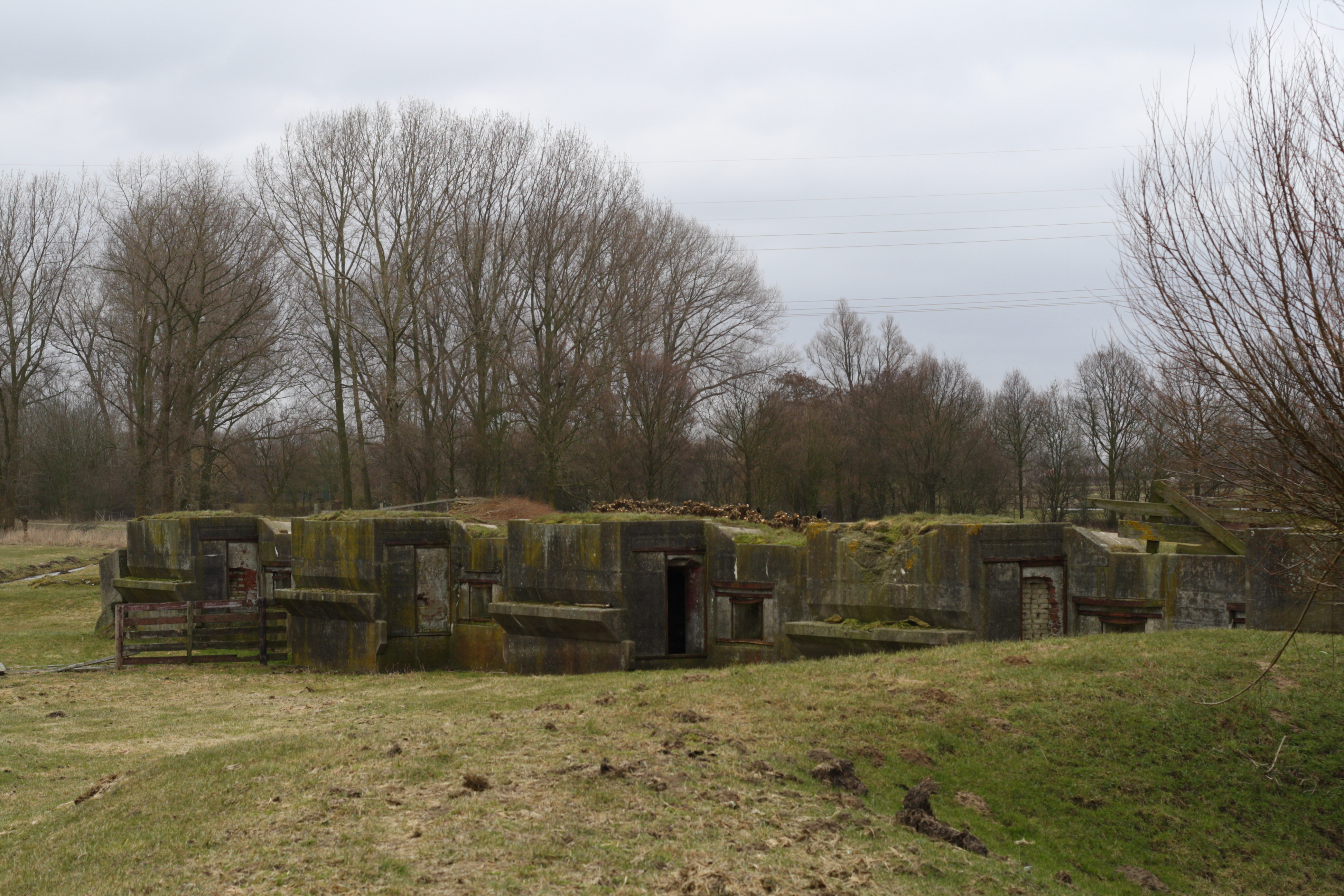
Nevenbatterij in liniewal.
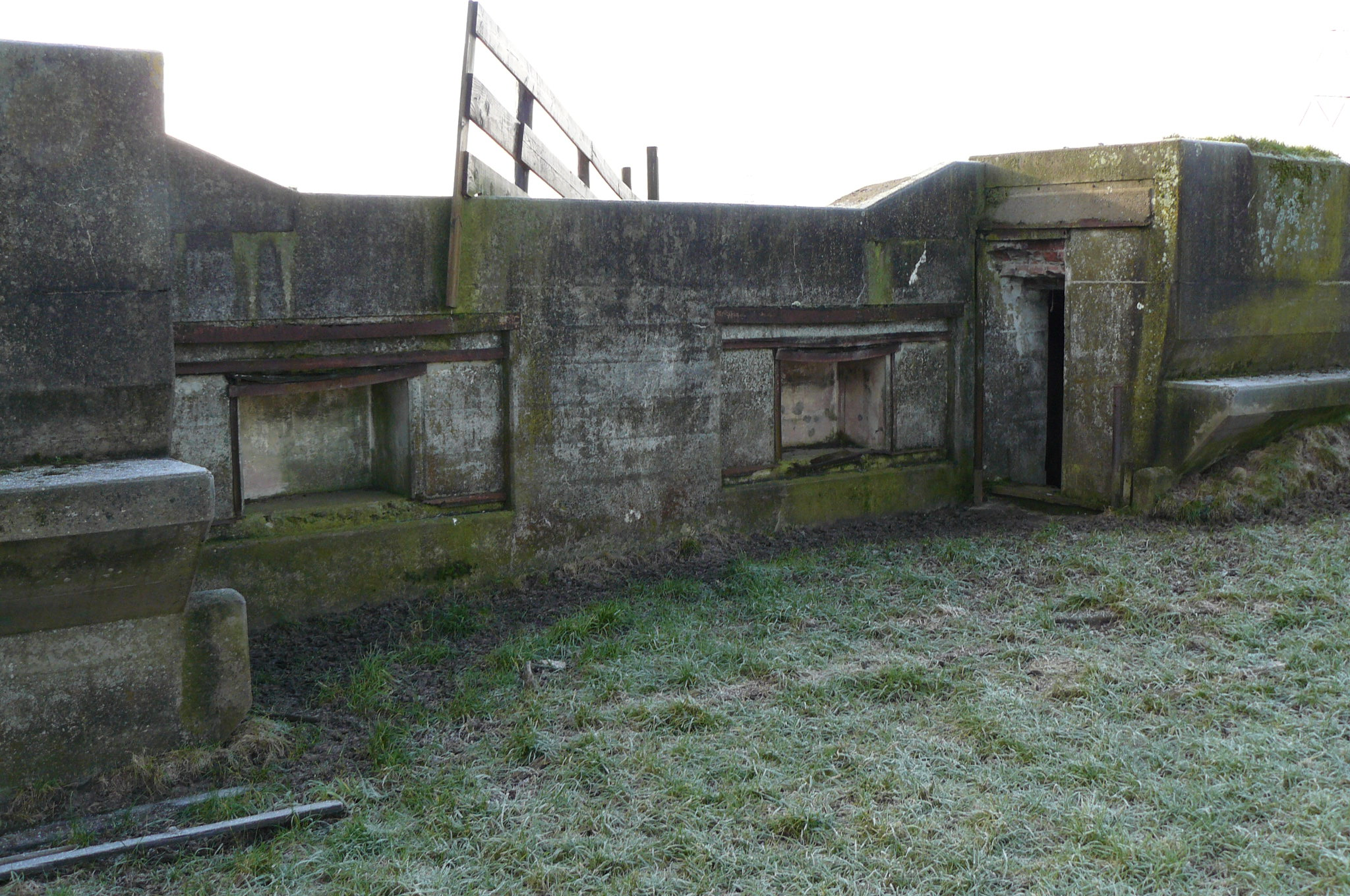
Detail van een opstelplaats van de nevenbatterij.
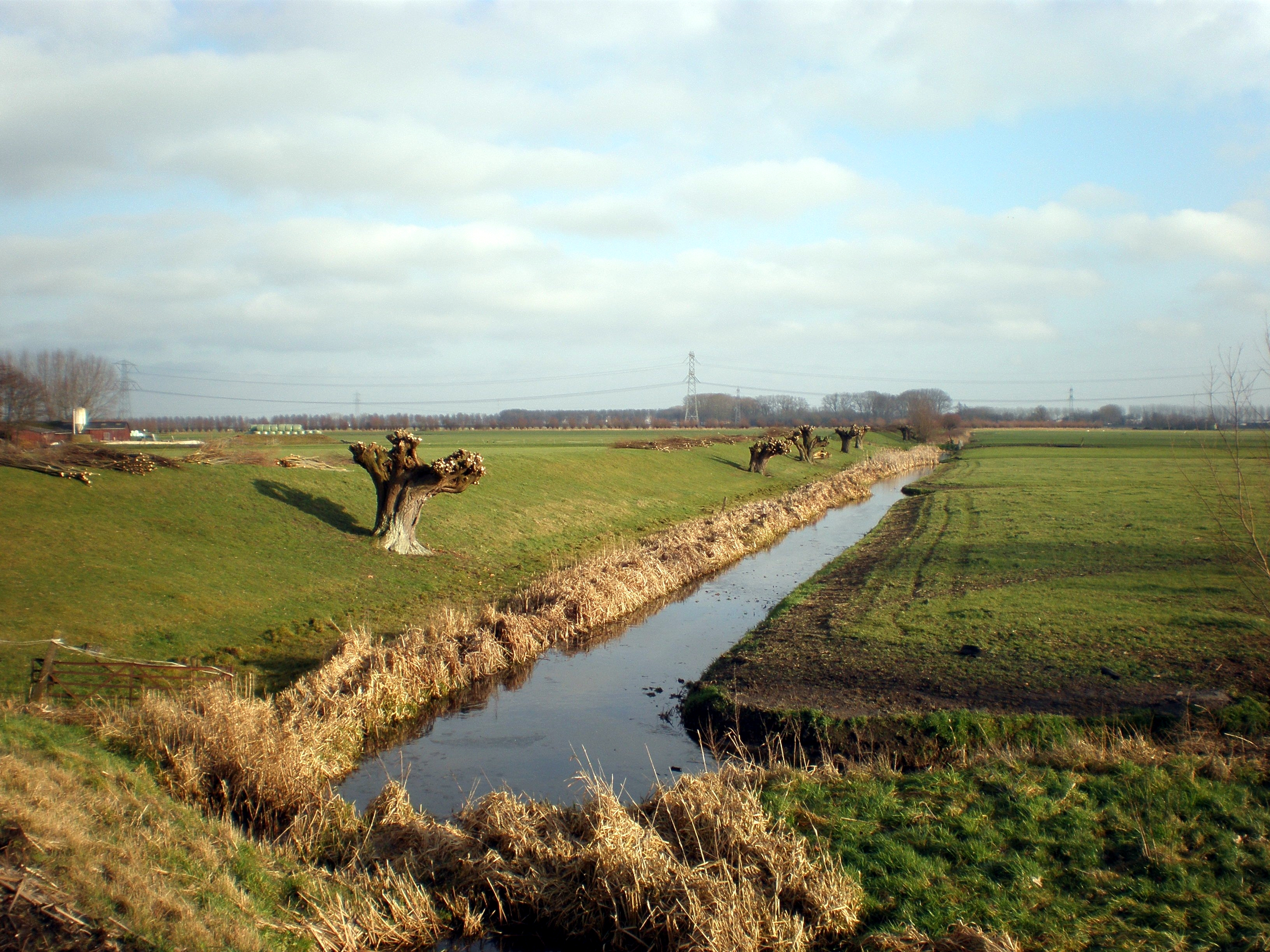
Liniewal Geindijk-Nigtevecht
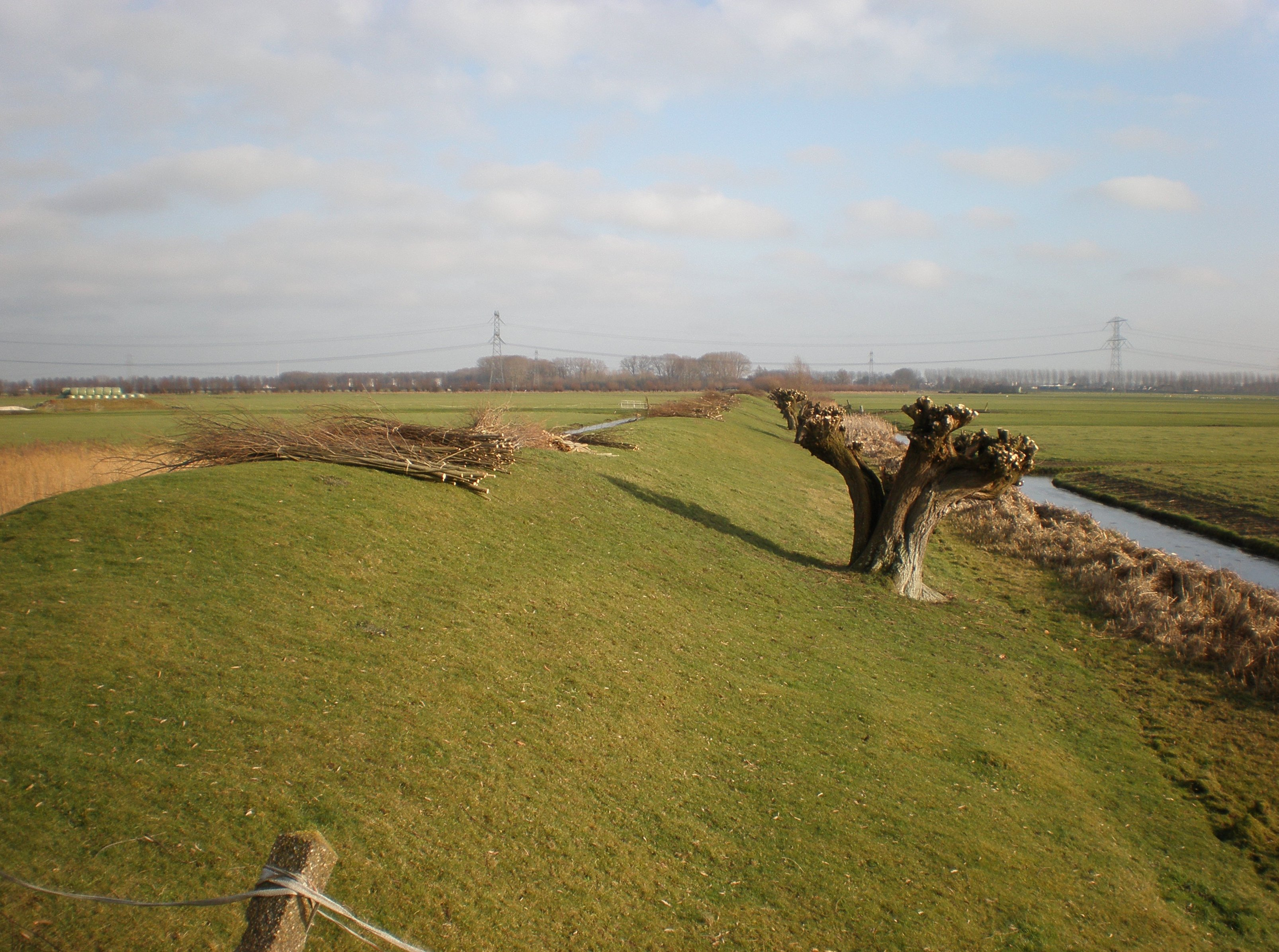
Liniewal Geindijk-Nigtevecht
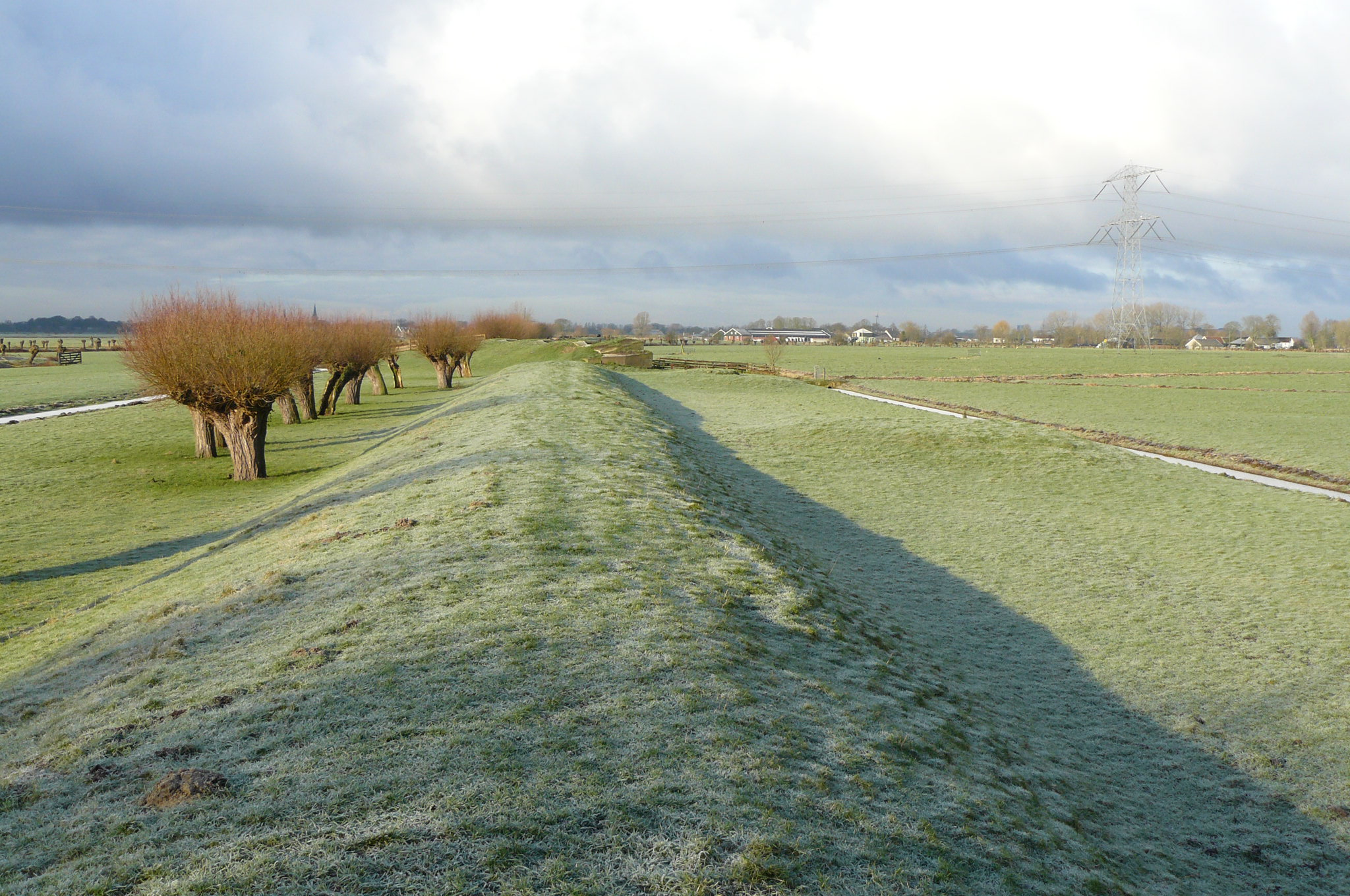
Liniewal Geindijk-Nigtevecht